# Die Kindheit eines Chefs
Die Kindheit eines Chefs ist eine 1938 geschriebene Erzählung von Jean-Paul Sartre. Sie gehört zu einer Sammlung von fünf Kurzgeschichten, die 1939 unter dem Titel der ersten Erzählung Die Mauer veröffentlicht wurde.

## Inhalt
In Die Kindheit eines Chefs beschreibt Sartre die Entwicklung der Hauptperson „Lucien Fleurier“, des Sohns eines Fabrikbesitzers, der auf seine spätere Aufgabe als Chef vorbereitet wird. Sartre veranschaulicht daran einige Gedanken, die erst sein späteres philosophisches Werk vollständig zur Klarheit bringen. 
Lucien Fleurier erlebt die erste Verunsicherung auf der Suche nach sich selbst schon in frühester Kindheit. Da er ein sehr schönes Kind mit blonden Locken ist, bezeichnen ihn die Erwachsenen hin und wieder im Scherz als kleines Mädchen. So steigt in ihm die Angst auf, sie könnten ihn plötzlich zum Mädchen erklären. Ein paar Jahre später stellt er sich, nachdem er von seinem Cousin als Angeber bezeichnet wurde, konkret die Frage nach seiner Existenz. 
„Wer bin ich? Ich sehe den Schreibtisch an, ich sehe das Heft an. Ich heiße Lucien Fleurier, aber das ist nur ein Name. Ich gebe an. Ich gebe nicht an. Ich weiß nicht, das hat keinen Sinn.“
Schließlich kommt er zu der Einsicht, dass er nicht existiert, ja dass nichts und niemand existiert. Der Verweis seines Philosophielehrers auf Descartes’ „Cogito ergo sum“ überzeugt ihn nicht, er denkt sogar an Selbstmord, um die anderen Menschen aufzurütteln und ihnen ebenso klarzumachen, dass sie nicht existieren. Erst seine Freundschaft mit Berliac, einem neuen Schüler seiner Klasse, bringt ihn von diesem Gedanken ab. Er führt ihn in die Psychoanalyse ein, wodurch Lucien zu der Ansicht gelangt, dass „der wirkliche Lucien […] tief im Unbewussten vergraben“ war und man „über ihn nachsinnen“ musste, „ohne ihn jemals sehen zu können.“ 
Schließlich stellt Berliac ihn seinem erwachsenen Freund Bergére vor, mit dem Lucien ebenfalls über die Psychoanalyse spricht, der ihn aber zu einem homosexuellen Abenteuer verführt. Auf Grund dieser Erfahrung wendet sich Lucien von der Psychoanalyse ab und ist wieder auf seine alte Frage danach, wer er ist, zurückgeworfen. In dieser Situation lässt er sich erneut von einem Schüler seiner Klasse beeinflussen. Lemordant, ein militanter Antisemit, wirbt ihn für eine Kampagne mit dem Argument „Du bist Franzose, du hast das Recht, deine Meinung zu sagen“. 
Später schließt sich Lucien ganz der rechtsradikalen Gruppe der Camelots an. Damit ist die Verwandlung des Lucien vom unsicheren Kind, das nach dem Wesen seiner selbst sucht, zum gefestigten Mann und zukünftigen Chef perfekt.
„‚Dort, wo ich mich suchte‘, dachte er, ‚konnte ich mich nicht finden‘. […] ‚Erster Grundsatz‘, sagte sich Lucien, ‚nicht versuchen, in sich hineinzusehen; es gibt keinen gefährlicheren Fehler‘. Den wahren Lucien – das wusste er jetzt – musste man in den Augen der anderen suchen, im furchtsamen Gehorsam von Pierrette und Guigard, [zwei Kinder der Arbeiter seines Vaters] in der hoffnungsvollen Erwartung all dieser Wesen, die für ihn heranwuchsen und reiften.“
In dieser Erzählung sind sehr deutlich einige Elemente aus Sartres Philosophie erkennbar. So zum Beispiel die Suche nach dem eigenen Wesen, das es ja nicht zu suchen, sondern zu erschaffen gilt. Lucien, der diese Unsicherheit nicht erträgt, löst sein Identitätsproblem mit der Übernahme der faschistischen Ideologie. Er unterdrückt seine Zweifel, indem er einem Juden bewusst nicht die Hand gibt. Dies ist es, was Sartre als Unaufrichtigkeit bezeichnet, Lucien ersehnt die Starre der Steine und will sie dem Menschsein, vor dem er sich fürchtet, vorziehen. Er stellt sich nicht mehr die Frage, wer er ist, sondern definiert sich über seine, ihm von Geburt an gegebenen, festen Rechte (das Recht seine Meinung zu sagen, später einmal seine Arbeiter zu befehligen). Die Erzählung schließt damit, dass Lucien sich in einer Fensterscheibe betrachtet.
„Aber die Scheibe warf ihm nur ein eigensinniges hübsches kleines Gesicht zurück, das noch nicht schrecklich genug war: ‚Ich werde mir einen Schnurrbart wachsen lassen.‘“

## Ausgaben
- Die Kindheit eines Chefs Rowohlt-Verlag Tb, 11. Auflage, ISBN 3-499-15517-6